# Relations entre la France et le Tadjikistan
Les relations entre la France et le Tadjikistan ou relations franco-tadjikes  désignent les liens, échanges, rencontres, collaborations et confrontations, qu'ils soient d’ordre économique, diplomatique ou culturel, qu’ont entretenu hier et entretiennent aujourd’hui la France et le Tadjikistan. 
Ces relations débutèrent peu de temps après l'indépendance du Tadjikistan de l'URSS, puisque la France a reconnu l'existence du pays dès janvier 1992 et y a accrédité un ambassadeur. La guerre civile qui déchira le pays a eu néanmoins raison d'un approfondissement de ces relations bilatérales. C'est lors du déclenchement de la guerre d'Afghanistan, que la France redécouvrit un intérêt stratégique à se rapprocher du Tadjikistan, notamment pour y faire stationner une partie de ses troupes intervenant sur le conflit afghan.
Depuis l'intensité de ces relations est retombée, et les échanges notamment économiques restent faibles.

## Histoire des relations

### Indépendance de l’État Tadjik (1992-2001)
Si l'histoire du peuple Tadjik est vieille de plusieurs millénaires, l'histoire du Tadjikistan en tant qu’État est bien plus récente. D'abord république autonome au sein du RSS d’Ouzbékistan, le Tadjikistan devient une république socialiste soviétique à part entière en 1929 au sein de l'URSS. A l'éclatement de cette dernière en 1991, le Tadjikistan devient indépendant le 9 septembre 1991. La France reconnait alors l'indépendance du pays dès le 16 janvier 1992, et noua les premières relations diplomatiques dès le 3 mars suivant, en accréditant son ambassadeur à Moscou, Pierre Morel. Cependant, le déclenchement d'une guerre civile particulièrement meurtrière à la suite de l'indépendance du pays, qui fera plus de 50 000 victimes, nuira durablement au développement de relations bilatérales. Cette période d'instabilité ne prendre fin qu'en juin 2000, après la tenue d'élections présidentielles et parlementaires qui marquèrent le retour à la normalité politique. Durant cette période d’insécurité, la France est directement affectée, puisque en octobre 1997, deux français travaillant pour le compte d'une ONG mettant en œuvre un programme d'assistance aux enfants des rues, furent victimes d'une prise d'otages à Douchanbé. L'un des deux otages, Kareen Mane est tué lors d'un tir croisé entre des rebelles et des forces spéciales. Cet assassinat aura de lourdes conséquences pour le Tadjikistan, puisque l'Union européenne, alors premier bailleur de fonds du pays, décida de suspendre l'application des programmes TACIS au Tadjikistan.

### Guerre d'Afghanistan (2001-2014)
Face aux conflits qui agitent la région, notamment en Afghanistan, les autorités françaises prennent rapidement conscience de l'enjeu que représente le Tadjikistan pour la stabilité régionale en Asie centrale. En 2001, le dialogue bilatéral est rétabli de manière renforcée. En février et mars 2001, M. Talbak Nazarov, ministre des affaires étrangères du Tadjikistan et M. Babaev, conseiller économique du Président Rakhmonov, se rendent en France, transmettant au Ministre des affaires étrangères français le souhait de renforcer les relations bilatérales avec la France et l'Union européenne. La France invita alors ses partenaires européens, et notamment l'Allemagne, seul pays de l'Union européenne disposant d'une ambassade au Tadjikistan, à examiner la possibilité de la reprise des programmes d'assistance technique de l'Union européenne et notamment les programmes TACIS suspendus en 1997.
Alors que les deux pays semblent se trouver des intérêts communs, les attentats du 11 septembre 2001 à New-York déclenchent un conflit majeur en Afghanistan. Les États-Unis, avec pour objectif initial la capture d'Oussama ben Laden, jugé responsable des attentats, lancent l'opération « Liberté Immuable » (opération Enduring Freedom). Les objectifs sont par la suite élargis avec pour finalité de lutter contre le « terrorisme international » et ses soutiens. Un grand nombre de pays et notamment les pays membres de l'Otan apportent leur soutien aux États-Unis dans ce conflit. La France non contrainte par l'article 5 du traité de l'Atlantique nord enclenché, décide néanmoins d'intervenir dans deux opérations internationales distinctes : la force internationale d'assistance et de sécurité (ISAF) sous commandement de l'OTAN, et l'opération Enduring Freedom sous commandement américain. La présence de l'armée française dans ces deux opérations s'illustre par une présence maritime dans l'océan Indien, l'action d'unités (avions de chasse, de transport, d'observation et drones mais également des commandos) de l'armée de l'air, à partir de l'Afghanistan ainsi que de bases situées dans des pays limitrophes, dont le Tadjikistan, et la participation d'unités de l'armée de terre aux opérations de sécurisation et d'instruction.
C'est dans le cadre de cette implication militaire qu'un accord avec les autorités tadjiks est signé le 8 décembre 2001, portant sur le déploiement sur l’aéroport de Douchanbé d’un détachement aérien en soutien aux opérations françaises en Afghanistan (DETAIR). Ce détachement est composé d'un accueil du Groupement de Transport Opérationnel, d’un plot de chasse composé de trois Mirage 2000, trois Mirage F1 CR et trois Rafale. Il aura également, au cours de cette période, assuré le transit de 89 000 militaires et 11 000 missions d’aérotransport et d’appui. Il a officiellement quitté Douchanbé fin octobre 2014. Le Tadjikistan qui soutient la coalition internationale dans son intervention en Afghanistan, en accordant au détachement français des conditions aussi favorables, montra ainsi sa volonté de stabiliser son environnement régional et d'assurer une visibilité forte à son engagement international contre le terrorisme. Parallèlement à l'intervention en Afghanistan, le DETAIR Douchanbé présent au Tadjikistan va intervenir dans la formation des cadres militaires tadjiks, et dans un certain nombre de programmes au service de la population locale, notamment en vue d'améliorer l'état des structures sanitaires, sociales et éducatives d'accueil de la petite enfance.
Un an après cet accord, en décembre 2002, le Président Rakhmon réalise sa première visite officielle dans un pays occidental à Paris en rencontrant le président Chirac, symbolisant ainsi l’établissement complète de relations entre les deux pays. L’antenne diplomatique est alors transformée en ambassade de plein exercice. Le Tadjikistan a, quant à lui,  ouvert une ambassade à Paris en septembre 2013.
À la suite de la présence du DETAIR sur l'aéroport international de Douchanbé, comme il était convenu en contrepartie dans l'accord signé entre les deux pays, la France, via les équipes du génie de l'air, a procédé à une réfection et une modernisation complète de la piste et des voies de stationnement pour avions (pour un montant total de 33 millions d’euros), a participé au financement de la construction d'un nouveau terminal livré en 2014 (à hauteur d'une vingtaine de millions d'euros) et d'une nouvelle tour de contrôle (chantier en cours) à l’aéroport international de Douchanbé.

## Relations économiques et commerciales

### Caractérisation des relations économiques entre la France et le Tadjikistan

#### Deux économies radicalement différentes
La France et le Tadjikistan sont deux économies éloignées, géographiquement et structurellement. Le Tadjikistan est un pays en développement au PIB par habitant le plus faible de la CEI, avec une capacité de production assez faible, qui reste dépendant des transferts des migrants et des institutions internationales. Durablement affecté par la sortie de l’économie planifiée et de sa dépendance à l'ex-URSS, puis par la guerre civile qui a frappé le pays en 1993-1997, le Tadjikistan a depuis renoué avec la croissance. 
Le Tadjikistan demeure la 150e puissance économique mondiale tandis que la France est la 7e d'après le classement de la Banque mondiale de 2017.

#### La stratégie tadjike vis-à-vis de la France
En 2011, le président tadjik explique devant une représentation de sénateurs français, que l'expertise française reconnue notamment dans des secteurs comme l'eau, pourrait contribuer dans le futur au développement de l'économie tadjik. En effet, le Tadjikistan détient 69% des réserves d'eau du haut du bassin de la mer d'Aral, mais n'exploite que 5% d'un potentiel hydroélectrique estimé à 527 milliards de kilowattheures. Les autorités tadjikes ont l'ambition de remédier à cela notamment grâce à la construction du plus grand barrage du monde à Rogoun.

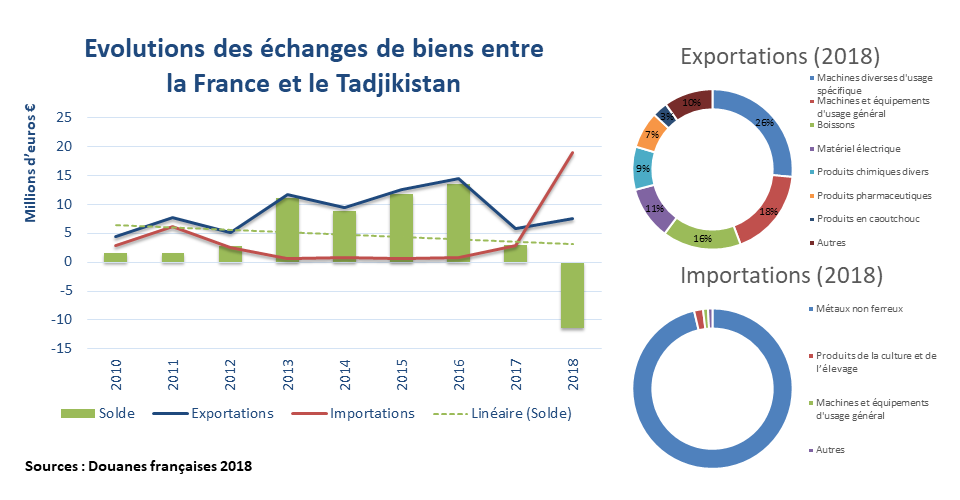
Évolution des échanges de biens entre la France et le Tadjikistan en 2018.

## Relations politiques, diplomatiques et militaires

### Rencontres bilatérales et visite de dirigeants politiques
Le président tadjik Rakhmon s'est rendu à deux reprises en France, alors qu'aucun président français n'a encore fait le déplacement. De manière générale, les visites bilatérales sont peu nombreuses

### Principaux accords et traités bilatéraux
Les relations entre la France et le Tadjikistan sont régies par plusieurs accords et traités qui unissent leurs actions dans des domaines jugés stratégiques.
| Intitulé | Type                                   | Date de signature | Lieu de signature       | Date d'entrée en vigueur |
| --- | -------------------------------------- | ----------------- | ----------------------- | ------------------------ |
| Protocole sur l'établissement des relations diplomatiques entre la République française et la république du Tadjikistan | BILATERAL - Accord intergouvernemental | 3 mars 1992       | Douchanbé (Tadjikistan) | 29 février 1992          |
| Accord sur le statut des forces françaises                                                                              | BILATERAL - Accord intergouvernemental | 7 décembre 2001   | Douchanbé (Tadjikistan) | 7 décembre 2001          |
| Sources : Diplomatie.gouv.fr                                                                                            |                                        |                   |                         |                          |

### Représentations diplomatiques et conditions d'entrées

#### Ambassades et consulats
La France dispose d'une ambassade à Douchanbé au Tadjikistan, tandis que le Tadjikistan dispose d'une ambassade à Paris.

#### Visas et conditions d'entrées
| Conditions d'entrées des Français au Tadjikistan | Les Français doivent être munis d’un visa pour entrer au Tadjikistan, valide pour au moins 6 mois. 15 types de visas coexistent. |
| Conditions d'entrées des Tadjiks en France       | Tout étranger doit être en possession d’un visa pour entrer sur le territoire français quelle que soit la durée du séjour. C’est notamment le cas pour les ressortissants Mongols. Court séjour pour un délai de moins de 3 mois, sinon long séjour51. |
| Sources : France Diplomatie Tadjikistan Visa     | |

## Coopération humanitaire et de développement
La France l'un des principaux contributeurs au budget européen, participe indirectement à la politique de soutien de l'Union européenne au développement des pays émergents, notamment le Tadjikistan dont elle est l'un des principaux bailleurs de fonds. L’aide allouée au titre de l’Instrument de coopération et de développement bilatéral s’élève à 251 M€ pour la période 2014-2020. Les secteurs prioritaires sont l’éducation, la santé et le développement rural. La France, deuxième contributeur après l’Allemagne, finance cette coopération à hauteur de 17,6 %.
Par ailleurs, des ONG françaises interviennent sur le territoire tadjik pour contribuer à différentes problématiques, notamment :
- L'Association AKM-AED Aide aux Enfants Démunis - Kareen Mane, est une association créée en 1998 en hommage à l'assassinat de l'otage française Kareen Mane. Elle intervient notamment au Tadjikistan en venant en aides à des enfants démunis. Elle est depuis l'assassinat, soutenue financièrement directement par l’État français et techniquement par les autorités tadjiks qui fournissent des locaux[5].
- L'ACTED (Agence d’Aide à la Coopération Technique et au Développement) permet de financer  en partenariat avec AKM-AED, le centre RCVC (Centre des Réfugiés, enfants et Citoyens Vulnérables) qui permet de venir en aide à 150 enfants démunis.